# 2022년 한화 이글스 시즌
2022년 한화 이글스 시즌은 한화 이글스가 KBO 리그에 참가한 29번째 시즌으로, 빙그레 이글스 시절까지 합하면 37번째 시즌이다. 카를로스 수베로 감독이 팀을 이끈 2번째 시즌으로, 하주석이 주장을 맡았다. 팀은 확실한 외국인 원투펀치였던 카펜터와 킹험이 부상으로 인해 선발라인에서 제외된 데다 시즌 도중 퇴출되는 등  여러 가지 악재가 겹치자 10팀 중 3년 연속 정규 시즌 최하위에 그쳐 4년 연속으로 포스트시즌 진출에 실패했다.

## 타이틀
- U-23 야구 월드컵 은메달: 김규연, 김기중, 한승주, 허인서
- MLB 월드 투어: 코리아 시리즈 2022 KBO 올스타: 문동주
- 한은회 최고의 신인상: 김인환
- 프로야구 40주년 레전드 올스타 40인: 송진우 (5위), 구대성 (8위), 장종훈 (10위), 정민철 (13위), 김태균 (14위)
- 일간스포츠 선정 프로야구 40주년 올스타: 류현진 (선발투수 3위), 송진우 (선발투수 4위), 구대성 (불펜투수 2위)
- 송진우 선정 프로야구 올타임 베스트: 류현진 (선발투수)
- 김태균 선정 프로야구 올타임 베스트: 송진우 (선발투수), 구대성 (구원투수), 장종훈 (지명타자)
- 미스터올스타: 정은원
- 올스타전 추천선수: 장시환, 정은원, 터크먼
- 한국대학스포츠협의회 선정 인하대학교 출신 올스타: 강석천 (3루수), 연경흠 (좌익수)
- 한국대학스포츠협의회 선정 한양대학교 출신 올스타: 박찬호 (우완투수), 구대성 (좌완투수)
- 한국대학스포츠협의회 선정 동국대학교 출신 올스타: 송진우 (투수), 신경현 (포수)
- 한국대학스포츠협의회 선정 성균관대학교 출신 올스타: 김인환 (1루수), 임수민 (2루수), 고동진 (좌익수), 추승우 (우익수)
- 마구마구 레전드 카드: 김태균
- 출장(타자): 터크먼 (144)
- 실질타석: 터크먼 (644)
- 타수: 터크먼 (575)
- 볼넷: 정은원 (85)
- 사구: 최재훈 (21)
- 출장(투수): 김범수 (78)
- 구원투수: 김범수 (78)
- 완투: 김민우 (1)
- 타석 당 피투구수: 정은원 (4.33)
- 도루 저지: 최재훈 (34)
- 1루 》2루 태그업 성공률: 노시환 (10%)

### 퓨처스리그
- 리얼글러브 퓨처스리그: 이재민, 조현진, 한경빈
- 퓨처스 올스타: 이재민, 김기중, 허인서, 이원석, 유상빈
- 3루타: 유상빈 (6)
- 다승: 송윤준 (15)
- 북부리그 타점: 정민규 (51)
- 북부리그 승률: 송윤준 (0.882)

## 선수단
- 선발투수: 김민우, 장민재, 라미레즈, 페냐, 카펜터, 킹험, 박윤철, 김기중, 남지민, 윤대경
- 구원투수: 윤산흠, 김범수, 장시환, 강재민, 정우람, 문동주, 박상원, 임준섭, 한승주, 류희운, 송윤준, 이승관, 김도현, 이민우, 이충호, 김규연, 이재민, 윤호솔, 신정락, 김재영, 주현상, 김종수
- 마무리투수: 박준영
- 포수: 최재훈, 백용환, 박상언, 허인서, 이해창
- 1루수: 김인환, 이성곤, 변우혁, 정민규
- 2루수: 정은원
- 유격수: 박정현, 하주석
- 3루수: 노시환, 김태연, 이도윤
- 좌익수: 노수광, 권광민, 유상빈, 원혁재, 유로결
- 중견수: 터크먼, 이원석
- 우익수: 장운호, 장진혁, 이진영, 임종찬
- 지명타자: 강상원, 허관회

## 여담
- 5월 24일에 최강 몬스터즈 소속이자 인천 웨이브스의 내야수였던 한경빈을 육성선수로 영입했다. 이로써 한경빈은 최강 몬스터즈와 인천 웨이브스의 1호 프로 진출 선수가 되었다.
- 이충호는 후반기 스트라이크 중 루킹 스트라이크 비율 100%로 2013년 이후 KBO 리그 단일 시즌 후반기 최다 기록을 세웠다.
- 이 시즌 팀은 96패로 구단 사상 단일 시즌 최다 패배를 당했다.
- 이 시즌 팀은 상대전적 우세 구단이 없었다.(8팀 열세, 1팀 동률)
- 김범수는 홈스틸을 3회 저지해 2013년 이후 KBO 리그 역대 단일 시즌 최다 기록을 세웠다.
- 노시환은 1루 》2루 태그업 성공률 10%로 2013년 이후 규정 타석 충족 타자 중 단일 시즌 최고 기록을 세웠다.
- 김태연은 포크볼 타율 0으로 2013년 이후 규정 타석 충족 타자 중 단일 시즌 최저 기록을 세웠다.
- 시즌 후 처음으로 KBO 퓨처스 교육리그에 참가했다.
- 한화 이글스 2군은 10월 18일 삼성 라이온즈 2군과 KBO 퓨처스 교육리그 사상 첫 경기를 치렀다.

## 같이 보기
- 2023년 한화 이글스 시즌